# Il Natale della mamma imperfetta
Il Natale della mamma imperfetta è un film commedia italiano del 2013 diretto da Ivan Cotroneo. Il film è il sequel della serie web-serie televisiva Una mamma imperfetta.

## Trama
Quattro amiche sempre in lotta contro il tempo si ritrovano, nel corso delle vacanze natalizie, a organizzare cenoni e acquistare regali. Decidono di passare il Natale insieme con i figli e i mariti ma senza i parenti. Durante l'organizzazione però le amiche e "mamme imperfette" litigano tra loro e dunque tutto ritorna ai connotati della grana da risolvere. Saranno i rispettivi mariti e compagni delle donne a sbrogliare brillantemente la questione.

## Distribuzione
Il film è stato proiettato per un solo giorno al cinema nel dicembre 2013 per essere poi trasmesso in televisione, su Rai 2 in prima serata il 27 dicembre 2013.